# Championnat d'Angola de football 2010
Navigation
Saison précédente Saison suivante
La saison 2010 du Championnat d'Angola de football est la trente-deuxième édition de la première division en Angola. Les seize meilleures équipes du pays sont regroupées au sein d'une poule unique où elles s'affrontent deux fois, à domicile et à l'extérieur. En fin de saison, les trois derniers du classement sont relégués et remplacés par les trois meilleures équipes de Gira Angola, la deuxième division angolaise.
C'est le club de l'Inter Luanda qui remporte le championnat cette saison après avoir terminé en tête du classement, devançant le Recreativo da Caála grâce à une meilleure différence de buts, les deux clubs ayant terminé à égalité de points. Primeiro de Agosto complète le podium, à quatre points du duo de tête. C'est le deuxième titre de champion d'Angola de l'histoire du club, après celui remporté en 2007.
Le vainqueur du championnat et son dauphin se qualifient pour la Ligue des champions de la CAF, tandis que le vainqueur de la Taça Angola obtient son billet pour la Coupe de la confédération, tout comme le troisième du classement général.

## Clubs participants
- Primeiro de Agosto
- Kabuscorp SC
- Inter Luanda
- Petro Luanda
- Académica Petróleo Kwanda Soyo
- Atlético Sport Aviação
- Recreativo da Caála
- FC Cabinda - Promu de Gira Angola
- Sport Luanda e Benfica
- Santos Futebol Clube de Angola
- Onze Bravos do Maqui
- Sporting Cabinda - Promu de Gira Angola
- Sagrada Esperança - Promu de Gira Angola
- Desportivo Huila
- Clube Recreativo Desportivo Libolo
- Sport Lubango e Benfica - Promu de Gira Angola

## Compétition
Le barème de points servant à établir les classements se décompose ainsi :
- Victoire : 3 points
- Match nul : 1 point
- Défaite : 0 point

### Classement
| Rang | Équipe                             | Pts | J  | G  | N  | P  | Bp | Bc | Diff |
| ---- | ---------------------------------- | --- | -- | -- | -- | -- | -- | -- | ---- |
| 1    | Inter Luanda                       | 55  | 30 | 17 | 4  | 9  | 45 | 20 | +25  |
| 2    | Recreativo da Caála                | 55  | 30 | 16 | 7  | 7  | 40 | 25 | +15  |
| 3    | Primeiro de Agosto                 | 51  | 30 | 14 | 9  | 7  | 43 | 26 | +17  |
| 4    | Petro LuandaT                      | 50  | 30 | 14 | 8  | 8  | 36 | 21 | +15  |
| 5    | Clube Recreativo Desportivo Libolo | 48  | 30 | 13 | 9  | 8  | 38 | 29 | +9   |
| 6    | Atlético Sport AviaçãoC            | 46  | 30 | 13 | 7  | 10 | 29 | 30 | -1   |
| 7    | Onze Bravos do Maqui               | 45  | 30 | 12 | 9  | 9  | 38 | 33 | +5   |
| 8    | Kabuscorp SC                       | 43  | 30 | 11 | 10 | 9  | 39 | 33 | +6   |
| 9    | Académica Petróleo Kwanda Soyo     | 42  | 30 | 11 | 9  | 10 | 39 | 35 | +4   |
| 10   | Sport Luanda e Benfica             | 39  | 30 | 11 | 6  | 13 | 34 | 39 | -5   |
| 11   | FC CabindaP                        | 36  | 30 | 9  | 9  | 12 | 30 | 39 | -9   |
| 12   | Sagrada EsperançaP                 | 35  | 30 | 8  | 11 | 11 | 28 | 35 | -7   |
| 13   | Santos Futebol Clube de Angola     | 33  | 30 | 8  | 9  | 13 | 27 | 42 | -15  |
| 14   | Desportivo Huila                   | 32  | 30 | 8  | 8  | 14 | 31 | 42 | -11  |
| 15   | Sporting Cabinda                   | 25  | 30 | 7  | 4  | 19 | 19 | 36 | -17  |
| 16   | Sport Lubango e BenficaP           | 22  | 30 | 5  | 7  | 18 | 28 | 59 | -31  |

|  | Qualification pour la Ligue des champions de la CAF 2011                  |
|  | Qualification pour la Coupe de la confédération 2011                      |
|  | Participation au barrage de promotion-relégation                          |
|  | T: Tenant du titre C: Vainqueur de la Taça Angola P: Promu de Gira Angola |

## Bilan de la saison
| Championnat d'Angola de football 2010 |                         |
| Champion                              | Inter Luanda (2e titre) |
| Coupes et trophées                    |                         |
| Vainqueur de la Coupe d'Angola 2010   | Atlético Sport Aviação  |
| Qualifications continentales          |                         |
| Ligue des champions de la CAF 2011    | Inter Luanda            |
| Ligue des champions de la CAF 2011    | Recreativo da Caála     |
| Coupe de la confédération 2011        | Atlético Sport Aviação  |
| Coupe de la confédération 2011        | Primeiro de Agosto      |
| Promotions et relégations             |                         |
| Promus en Girabola                    | Progresso Sambizanga    |
| Promus en Girabola                    | Primeiro de Maio        |
| Promus en Girabola                    | Académica Lobito        |
| Relégués en Gira Angola               | Desportivo Huila        |
| Relégués en Gira Angola               | Sporting Cabinda        |
| Relégués en Gira Angola               | Sport Lubango e Benfica |